# ماونت آرچر، کوئینزلند (منطقه راکهمپتون)
ماونت آرچر (به انگلیسی: Mount Archer) یک کوه و حومه شهر در استرالیا است که در کوئینزلند واقع شده‌است. ماونت آرچر ۶۰۴ متر بالاتر از سطح دریا واقع شده‌است.